# Новите чудовища
„Новите чудовища“ (на италиански: I nuovi mostri) е италиански филм от 1977 г., антологична комедия от четиринадесет отделни сегмента без сюжетна връзка помежду им. Режисиран е от Марио Моничели, Дино Ризи, Еторе Скола. Филмът е продължение на филма „Чудовищата“ на Дино Ризи, излязъл петнадесет години преди това.

## Сюжет

### Тантум ерго
Заради авария на колата си епископ (Виторио Гасман) се оказва в малка църква в предградията на Рим, където се е събрала група младежи и разгневени селяни. Млад свещеник е начело на протеста: темата е покварата на Църквата. Епископът влиза в църквата и веднага се противопоставя на протестиращите; с красноречието си той бавно успява да успи слабите умове на протестиращите, които сключват мир с Христос и Църквата като цяло. Младият свещеник, осъзнал, че не може да „модернизира“ отношението на тези хора към Христос, проклина италианците и си отива. Епископът, хвърляйки поглед към отдалечаващата се фигура, се усмихва като победител.

### Автостоп
Търговски представител качва в колата си млада и привлекателена стопаджийка (Орнела Мути). Той ѝ прави все по-настойчиви намеци. По време на почивка мъжът прочита във вестник за група момичета, избягали след обир на банка. Той предполага, че момичето може да е едно от избягалите. Тогава то издува палтото си отвътре със сешоар сякаш има пистолет. При първата открила се възможност мъжът изважда истински пистолет от жабката и убива момичето. Когато при пристигането на карабинерите той разбира, че момичето е невъоръжено, не изразява никакво разкаяние и се опитва да оправдае своите действия.

### Приятелски поздрави
В малко градче на Сицилия мафиотският бос Салваторе е жертва на засада от двама млади убийци на мотоциклет, които с два изстрела сериозно го раняват смъртоносно в гърдите. Когато сержант се притичва на помощ и го пита кой е стрелял по него, той умира в мълчание, като отрича дори, че е бил нападнат.

### Кръчма!
Група чуждестранни туристи влизат в типична римска механа и поръчват ежедневните промоции. Главният сервитьор (Гасман) приема поръчките и нахълтва грубо в кухнята, предизвиквайки яростта на готвача (Тоняци), който започва да го предизвиква. Скоро двамата, които всъщност са хомосексуални любовници, които се ревнуват, се сдърпват и започват да се замерят с хранителни продукти. Двамата съсипват и замърсяват ястията, които готвят. В края на свадата двамата сервират на туристите чинии, които двамата са напълнили с падналата по земята храна. Но вечерята според гостите на ресторанта е великолепна.

### Бърза помощ
Аристократът Джован Мария Каталан Белмонте (Алберто Сорди), представител на римската черна аристокрация, обикаля Рим със своя Ролс-Ройс в търсене на въображаемата Via Cambogia, за да присъства на вечеря с приятели. Така се натъква на паднал на асфалта човек в безпомощно състояние, ударен от кола. Аристократът решава да направи едно добро дело (макар че е изнервен, че ще се забави за вечерята). След като се опитва да го остави в три болници, но никъде не се съгласяват да го приемат (във военната болница отказват, защото пациентът не е отслужил военна служба, а в поддържана от Църквата болница – защото е атеист), благородникът изоставя бедния човек точно там, където го е намерил, в подножието на Паметника на Мацини, който той нарича Паметник на Мусолини.

### Птичката от Долината на По
Адриано, дребен и безскрупулен мениджър, експлоатира до безобразие певицата, която му е и съпруга – Фиорела. Когато жената, поради преумора, получава болки в гърлото, той я убеждава за рискова, но безполезна операция на гласните струни, в резултат на което Фиорела напълно губи гласа си. Той не се отказва да организира участия на партньорката си във всякакви нощни клубове в долината на По. За да не загуби парите, които е похарчил за финансирането на поредното участие, умишлено събаря жена си по стълбите и тя си чупи крак. Отначало той представя всичко за домашен инцидент. Като че ли това не е достатъчно, Адриано предоставя на пресата „героична“ версия на инцидента, твърдейки, че Фиорела е бил ранена, докато е спасявала дете, което щяло да бъде ударено от кола.

### Като кралица
За да се отърве от майка си по време на лятната ваканция и под на натиска на съпругата си Патриция, Франчино придружава възрастната си майка, която е здрава и в съзнание и спокойно може да се гледа сама, в старчески дом, където се знае, че възрастните хора са изоставени от членовете на семейството си и са малтретирани от персонала. Възрастната жена бяга, но я връщат. Когато майка му е отвеждана от медицинските сестри, синът има момент на покаяние и извиква на медицинските сестри да се отнасят с майка му като с кралица.

### Без думи
Стюардеса е прелъстена от очарователен млад мъж от Близкия Изток. Човекът не знае никакъв език, известен на момичето, но между двамата се заражда кратка, но интензивна връзка, без диалог, придружен от музикалните хитове на времето, „Аз те обичам“ от Умберто Тоци и „Всичко от себе си“ от Ерик Кармен. Двамата се срещат за последен път на летището и тя получава подарък за сбогом – радиокасетофон, от който звучи романтична песен от Кармен, тема на техния кратък житейски романс. На следващия ден мъжът на стюардесата безстрашно проследява новинарската емисия, която съобщава за атентат, в който няма оцелели. В самолета е летял министър от Близкия Изток. Самолетът е взривен с бомба, скрита в радиокасетофон.

### Надгробна реч
На погребението на актьор присъстват членовете на неговата някогашна водевилна трупа, сега възрастни хора. Сред присъстващите е приятел на покойника (Алберто Сорди), който започва надгробна реч с класическа възхвала, която скоро отстъпва място на шеговито припомняне на щастливите за всички тях времена и на възпроизвеждането на техния репертоар. Приятелят припомня гафове на сцената с участието на покойника. В края на речта си той започва да пее и танцува, да прави двусмислени подхвърляния. Постепенно се присъединяват останалите актьори, с които той се върти из гробището.

### Отвличане на любимата
В новините по телевизията излъчват разговор на мъж с похитителите на съпругата му, в който той преговаря с тях за сумата за откупа ѝ. Когато телевизионният екип напуска къщата, мъжът се усмихва, гледайки към висящата от вилката телефонна жица, която сам е прерязал.

### Заподозреният
Група млади комунисти взривяват бомба на градския площад. Младите момчета са арестувани и заведени в полицейския участък, където са разпитани от един полицай. Скоро обаче комисарят, натоварил полицая с разпита, осъзнава, че младежите, въпреки че са комунисти, до един са синове на видни личности (адвокати и лекари). Затова решава да си затвори очите и изпраща всички по домовете им. Когато младежите си тръгват, комисарят изнася на полицая лекция в кабинета си и го освобождава с леко потупване по рамото.

### Мамина е мамоне
Уго Тоняци и Нерина Монтаняни са главните герои на този епизод. В Рим двама бездомници, майка и син, бродят по улиците, прибирайки каквото могат. Бедната жена е умна и предпазлива, докато 40-годишният ѝ син е срамежливец. Те се хранят, колкото могат, присмиват се на полицаите, посещават куклен спектакъл и в края на деня се връщат в пустата си барака в средата на сметището. Двамата се опитват да съберат някои боклуци, които да продадат на хората на улицата на следващия ден.

### Гражданин за пример
Прибирайки се вкъщи, чиновник се натъква на побой над случаен човек. Докато бедният човек се мъчи намушкан на тротоара, служителят тичешком се прибира вкъщи, подготвя се да яде, сякаш нищо не се е случило, чиния със спагети и гледа телевизионно шоу. Точно сутринта на същия ден той се е хвалил на приятели, че е честен и смел човек.

### Порнодива
Двама родители отиват на прослушване на малката си дъщеря. Твърде късно двамата осъзнават, че дъщеря им е на кастинг за порнографски филм, където трябва да участва в сцена на анален секс с маймуна. Двамата родители са шокирани и се обаждат на адвокат, който да съди продуцента на филма. Адвокатът обаче, за да спечели малко пари, успява да убеди родителите да прочетат на дъщеря си текста за ролята ѝ.

## Епизоди и режисьори
| Режисьор       | Име                        | Име в оригинал                 |
| -------------- | -------------------------- | ------------------------------ |
| Дино Ризи      | „Тантум ерго"“             | „Tantum Ergo“                  |
| Марио Моничели | „Автостоп“                 | „Autostop“                     |
| Дино Ризи      | „Приятелски поздрав“       | „Con i saluti degli amici“     |
| Еторе Скола    | „Кръчма!“                  | „Hostaria!“                    |
| Марио Моничели | „Бърза помощ“              | „First Aid - Pronto soccorso!“ |
| Еторе Скола    | „Птичката от Вал Падана“   | „L'uccellino della Val Padana“ |
| Еторе Скола    | „Като кралица“             | „Come una regina“              |
| Дино Ризи      | „Без думи“                 | „Senza parole“                 |
| Еторе Скола    | „Надгробна реч“            | „L'elogio funebre“             |
| Еторе Скола    | „Отвличане на любим човек“ | „Sequestro di persona cara“    |
| Еторе Скола    | „Заподозреният“            | „Il sospetto“                  |
| Дино Ризи      | „Мамина е мамоне“          | „Mammina e mammone“            |
| Еторе Скола    | „Гражданин за пример“      | „Cittadino esemplare“          |
| Дино Ризи      | „Порнодива“                | „Pornodiva“                    |

## В ролите

### Тантум ерго
| Актьор         | Роля                                    |
| -------------- | --------------------------------------- |
| Виторио Гасман | Кардиналът                              |
| Луиджи Диберти | Дон Паоло Арнолди, свещеник-демонстрант |

### Автостоп
| Актьор      | Роля          |
| ----------- | ------------- |
| Орнела Мути | Стопаджийката |
| Ерос Пани   | Шофьорът      |

### Приятелски поздрав
| Актьор          | Роля     |
| --------------- | -------- |
| Джанфранко Бара | Мафиозът |

### Кръчма!
| Актьор         | Роля        |
| -------------- | ----------- |
| Виторио Гасман | Сервитьорът |
| Уго Тоняци     | Готвачът    |

### Бърза помощ
| Актьор        | Роля               |
| ------------- | ------------------ |
| Алберто Сорди | Принца             |
| Лучано Бонани | Умиращият          |
| Аиче Нана     | Принцеса Алтопрати |

### Птичката от Вал Падана
| Актьор            | Роля     |
| ----------------- | -------- |
| Уго Тоняци        | Съпругът |
| Ориета Берти      | Певицата |
| Антонио Спакатини | Бащата   |

### Като кралица
| Актьор            | Роля      |
| ----------------- | --------- |
| Алберто Сорди     | Синът     |
| Аделина Провин    | Майката   |
| Патриция де Клара | Монахиня  |
| Пина Борионе      | Пациентка |

### Без думи
| Актьор        | Роля       |
| ------------- | ---------- |
| Орнела Мути   | Стюардеса  |
| Йорго Воягис  | Терористът |
| Карла Тодеро  | Стюардеса  |
| Карла Манчини | Стюардеса  |

### Надгробна реч
| Актьор            | Роля      |
| ----------------- | --------- |
| Алберто Сорди     | Актьора   |
| Аристиде Капорале | Опечалена |
| Линда Морети      | Опечалена |
| Алфредо Адами     | Шофьорът  |

### Отвличане на любим човек
| Актьор         | Роля     |
| -------------- | -------- |
| Виторио Гасман | Съпругът |

### Заподозреният
| Актьор         | Роля     |
| -------------- | -------- |
| Виторио Гасман | Комисаря |

### Мамина е мамоне
| Актьор           | Роля    |
| ---------------- | ------- |
| Уго Тоняци       | Синът   |
| Нерина Монтаняни | Майката |

### Гражданин за пример
| Актьор         | Роля                  |
| -------------- | --------------------- |
| Виторио Гасман | Бащата на семейството |

### Порнодива
| Актьор           | Роля                 |
| ---------------- | -------------------- |
| Ерос Пагни       | Бащата               |
| Виторио Дзарфати | Порнопроизводителят  |
| Симона Патитучи  | Порнодива            |
| Фиона Флоренце   | Майка на порнодивата |